# Fredric Jacob Nordencreutz
Fredric Jacob Nordencreutz, född 2 maj 1723 i Bylingstad i Östra Husby socken, död 29 november 1793 i Stockholm, var en svensk militär och politiker. Han var son till Philip Nordencreutz och far till Jacob Magnus Nordencreutz.
Nordencreutz, som vid sin död var överste och chef för finska fortifikationsbrigaden, var liksom fadern och sonen en framstående fortifikationsofficer. Han var lärare i fortifikationsvetenskapen för prinsarna Gustav, Karl och Fredrik Adolf och ledde 1776 utarbetandet av en militärkarta över Finland. Som tecknare är han representerad vid Nationalmuseum med en skissbok innehållande tuschteckningar efter gamla mönsterböcker från 1600-talet.